# Ластівка Петро Трохимович
Ластівка Петро Трохимович (5 червня 1922, с. Савинці, нині Рокитнянського району Київської області — 18 грудня 2018, Тернопіль) — український радянський актор, літератор. Заслужений артист УРСР (1972), Народний артист УРСР (1980). Чоловік Марії, батько Петра Петровича Ластівок.

## Біографія
Учасник німецько-радянської війни — гвардії лейтенант, розвідник парашутно-десантних військ.
Закінчив школу кіноактора при Київській кіностудії художніх фільмів (1949, нині кіностудія ім. О. Довженка).
Працював у Закарпатському та Чернігівському музично-драматичному театрах.
1960–1988 — актор Тернопільського музично-драматичного театру (нині академічний театр).
Загинув, 18 грудня 2018 року, внаслідок пожежі (коротке замкнення електропроводки) у власному помешканні в Тернополі.

## Ролі
Зіграв понад 100 ролей:
- Петро («Наталка Полтавка» Івана Котляревського),
- Левко і Брут («Майська ніч» та «Вій» за Миколою Гоголем),
- Мельниченко («Дай серцю волю, заведе в неволю» Марка Кропивницького),
- Кравчина («Незабутнє» за Олександром Довженком),
- Лопата («Земля» за Ольгою Кобилянською),
- Крячко («Дикий Ангел» Олексія Коломійця),
- Василь («Циганка Аза» Михайла Старицького),
- Горфорд («Слухайте, товариші потомки» Д. Мусієнка),
- Василь Коврига («Рідна мати моя» Ю. Мокрієва),
- Кирило («Спасибі тобі, моє кохання» Олексія Коломійця),
- Олексій Молчалін («Лихо з розуму» О. Грибоєдова).

## Фільмографія
Знявся у кінофільмах:
- 1948: «Третій удар»
- 1970: «Чортова дюжина»
- 1972: «Вершники»
- 1973–1976: «Дума про Ковпака»

## Друковані праці
Автор п'єс:
- «Міль» (1953),
- «За волю Карпат» (1955),
- «Дівчина з Десни»(1959),
- «Обличчям до сонця» (1968),
- «Роман Міжгір'я» (1972, за однойменним твором Івана Ле)[4][5],
- статей, нарисів, спогадів у періодиці.

## Нагороди
- Ордени Червоної зірки
- Вітчизняної війни (1943)
- Богдана Хмельницького, 18 медалей СРСР. Медаль «За відвагу».